# Institut celtique de Bretagne
 (août 2025).
Si vous disposez d'ouvrages ou d'articles de référence ou si vous connaissez des sites web de qualité traitant du thème abordé ici, merci de compléter l'article en donnant les références utiles à sa vérifiabilité et en les liant à la section « Notes et références ».
L’Institut celtique de Bretagne, parfois l’Institut celtique de Rennes, ou Institut celtique, en breton Framm Keltiek Breizh, est un institut culturel spécialisé dans les études celtiques, créé le 20 octobre 1941 à l'initiative du linguiste et celtisant Leo Weisgerber.

## Historique

### Création

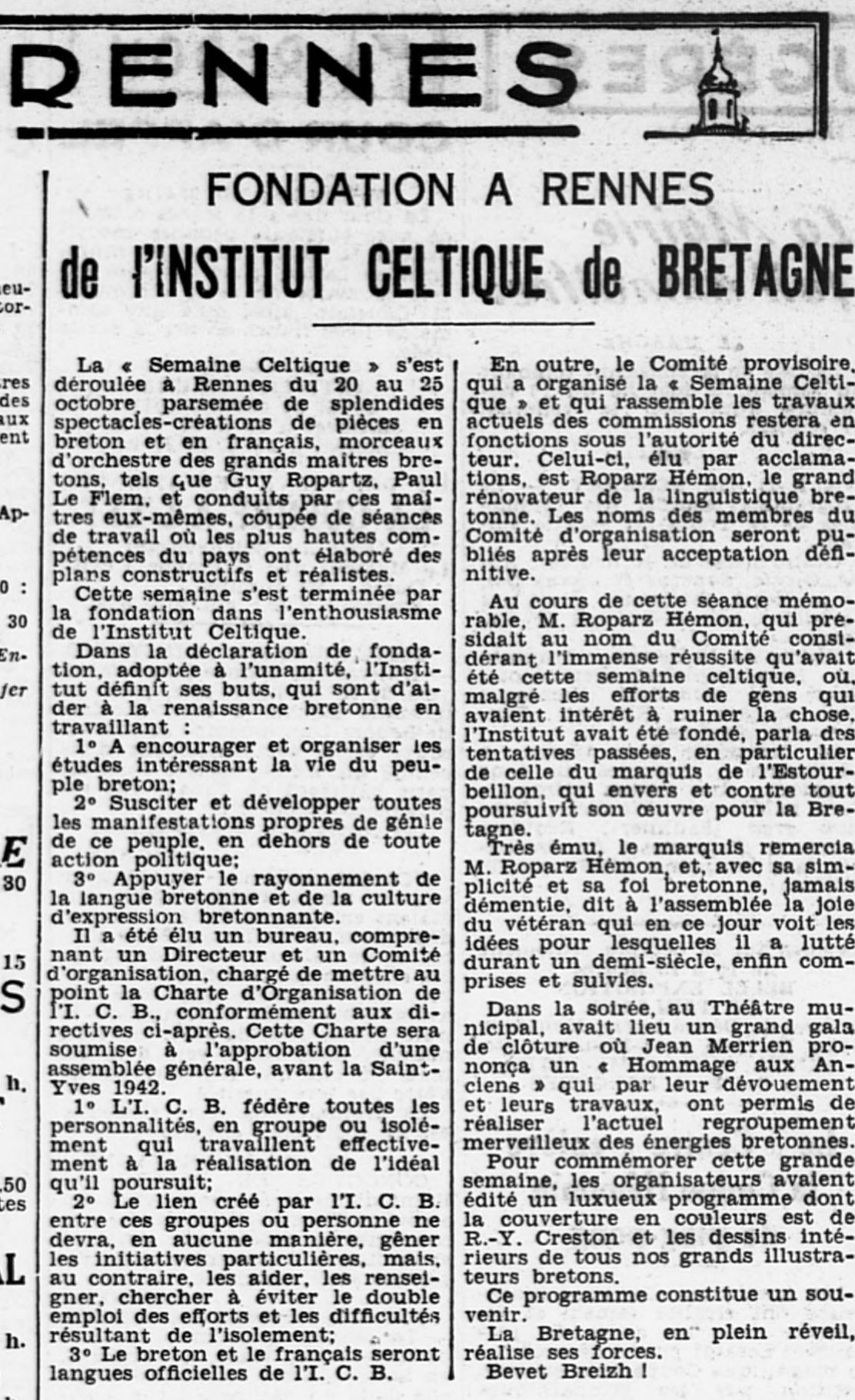
Article de L'Ouest-Éclair faisant part en octobre 1941 de la création de la structure.

Roparz Hemon est associé à la création de l'Institut, et en est nommé directeur dès sa création, à l'issue de la Semaine celtique qui s'était tenue à Rennes.
Il est animé par un comité de neuf membres : 
- Arzel Even
- l'architecte malouin Yves Hémar
- Yann Fouéré alias Yann Kerberio
- Florentin Goinard (br), éditeur brestois
- Jean-Marie Guerchet, économiste de Paris, alias Yann Kerwerc'hez (br).
- Florian Le Roy, journaliste et écrivain, secrétaire-trésorier de l'Académie de Bretagne
- le courtier maritime Pierre Mocaër, de Carantec
- le romancier nantais Bernard Roy
- Georges-Gustave Toudouze.

### 1942
Du 14 au 17 mai 1942 se tient à Nantes le premier congrès de l'Institut celtique[réf. nécessaire].

Roparz Hémon, dans son discours de candidature à la présidence, intègre l'Institut celtique dans le cadre de « l'Europe nouvelle ». Le linguiste précise ainsi qu'il a voué son existence  à la défense de la langue bretonne et :
« Je me déclare, me tenant sur le strict terrain culturel, qui est le nôtre, partisan d'une collaboration loyale avec les peuples qui façonnent, sous nos yeux, l'Europe nouvelle. »
— Roparz Hemon, Arvor no 75, 14 juin 1942.

### 1944
En 1944, l'Institut dispose d'une plage horaire sur la radio Rennes-Bretagne.
En mai 1944 se tiens à Rennes le congrès de l'Institut.

## Idéologie
Les membres de l'Institut utilisent l'expression «L'Europe nouvelle»pour parler du continent unifié par la force des armées du Troisième Reich.

## Statuts
Un premier programme d'ensemble est élaboré en 1941, il tient en trois points :
- encourager et organiser les études intéressant la vie du peuple breton ;
- susciter et développer toutes les manifestations propres au génie de ce peuple en dehors de toute action politique ;
- protéger le patrimoine architectural breton[6] ;
- appuyer le rayonnement de la langue bretonne et de la culture d'expression bretonnante (sur ce dernier point, Olier Mordrel arrache à Hemon, selon ses dires, l'existence de deux sections, l'une bretonnante, l'autre francisante, prix pour lui laisser la présidence de l'Institut[7]).

Ses statuts indiquent que le but est d'« aider à la renaissance bretonne, dans le sens culturel et technique, en dehors de toute position politique et confessionnelle, au-dessus des querelles de personnes… ». Roparz Hemon, dans un texte publié dans le premier cahier des Archives de l'Institut celtique de Bretagne, en mai 1942, résume l'idée prévue : « rassembler et coordonner toutes nos forces intellectuelles pour préparer la résurrection de la province de Bretagne". » Cependant, dans ses activités réelles, l’Institut travaille avant tout sur les projets qui semblent importants pour l’occupant. Il fait également bénéficier de bourses d’études en Allemagne quelques étudiants bretons.

## Membres
On trouve aussi François Debeauvais, Roger Hervé (histoire), René-Yves Creston (arts), Jean Trécan, Morvan Marchal (architecture), Jean Poupinot, Youenn Drezen, Jean Merrien, François Eliès dit Abeozen, Gwilherm Berthou Kerverziou, Yann Bricler, Adolphe Piriou (musique), Raymond Tassel, Georges Arnoux, Octave-Louis Aubert, Jef Le Penven, André Vallé et Jean Langlet. L'Institut  rassemble des membres des Seiz Breur et diverses personnalités de la vie bretonne (comme le Gorsedd de Bretagne) dans son ensemble. Il publie 3 cahiers de 1942 à 1944.
L'institut, fort du soutien de près de 300 notabilités bretonnes triées sur le volet, tint un premier congrès au printemps de 1942. Il tentera à cette époque un rassemblement ambitieux sur le plan culturel des élites bretonnes.

## Prolongement
- L'association Bodadeg ar Sonerion, « assemblée des sonneurs », donne sa première « représentation » dans la cour du Parlement de Bretagne lors du congrès de l'Institut celtique de Bretagne en 1943[9].